# Occidenchthonius ortunoi
Espèce
Occidenchthonius ortunoi est une espèce de pseudoscorpions de la famille des Chthoniidae.

## Distribution
Cette espèce est endémique du Pays valencien en Espagne. Elle se rencontre dans la grotte Cova del Almirant à L'Atzúbia.

## Description
Le mâle holotype mesure 2,18 mm, les mâles mesurent de 2,18 à 2,22 mm et les femelles de 2,19 à 2,52 mm.

## Étymologie
Cette espèce est nommée en l'honneur de Vicente Manuel Ortuño Hernández.

## Publication originale
- Zaragoza, 2017 : Revision of the Ephippiochthonius complex in the Iberian Peninsula, Balearic Islands and Macaronesia, with proposed changes to the status of the Chthonius subgenera (Pseudoscorpiones, Chthoniidae). Zootaxa, no 4246(1), p. 1–221.